# Nemesia dorthesi
Nemesia dorthesi là một loài nhện trong họ Nemesiidae.
Nemesia dorthesi được miêu tả năm 1875 bởi Thorell.